# سانتوکو

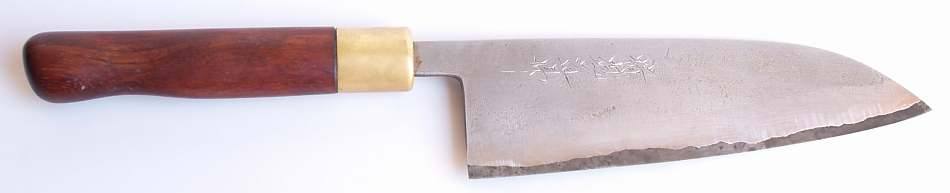
چاقوی سانتوکو

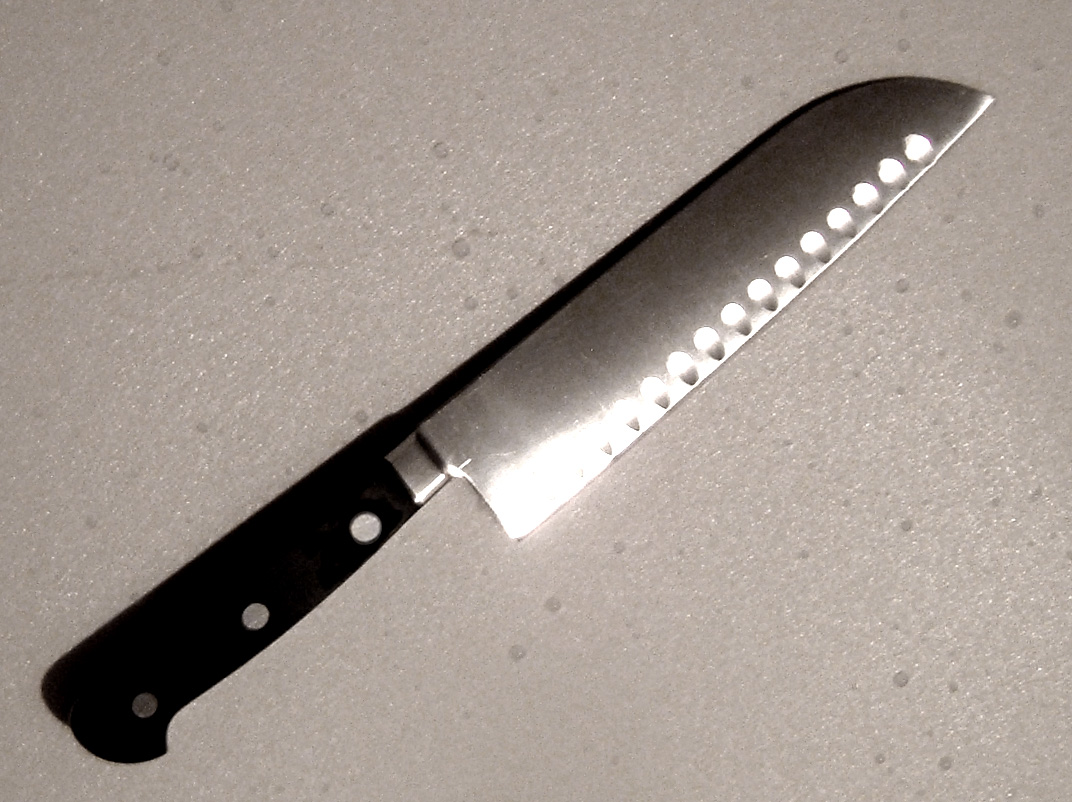
چاقوی سانتوکو به سبک غربی با تیغه چاقو (لبه گرانتون)

Santoku bōchō (ژاپنی: 三 徳 包 丁؛ "سه فضیلت" یا "سه کاربرد") یک چاقوی آشپزخانه عمومی است که از کشور ژاپن سرچشمه می‌گیرد. تیغه آن به‌طور معمول بین ۱۳ تا ۲۰ سانتی‌متر (۵ و ۸ اینچ) طول دارد و دارای لبه صاف و تیغه با شکل «پای گوسفندی sheepsfoot» است که در نقطه زاویه ای نزدیک به ۶۰ درجه خم می‌شود. اصطلاح Santoku ممکن است به طیف گسترده‌ای از مواد غذایی اشاره کند که چاقو قابلیت برش آن را دارد، اشاره کند: گوشت، ماهی و سبزیجات، یا وظایفی که می‌تواند انجام دهد: برش، خرد کردن و خرد کردن، هر دو تفسیر نشان دهنده چاقوی آشپزخانه چند منظوره و چند منظوره است. تیغه و دسته چاقوی سانتوکو به گونه ای طراحی شده‌است که با توازن بین اندازه عرض و وزن تیغه با وزن دسته هماهنگ عمل کند.

## تاریخچه
طراحی چاقوی سانتوکو از کشور ژاپن سرچشمه گرفته‌است، جایی که به‌طور سنتی از چاقوی گیوتو برای برش گوشت استفاده می‌شود، از چاقوی ناکیری برای برش سبزیجات و از چاقوی دبا برای برش ماهی استفاده می‌شود. چاقوی سانتوکو در دهه ۱۹۴۰ میلادی خلق شد.

## استفاده عمومی
به عنوان یک چاقوی آشپزخانه عمومی، یک چاقوی سانتوکو در زبان ژاپنی چاقوی «سه فضیلت» است. در آشپزخانه برای بریدن، قاچ زدن و ساطوری کردن استفاده می‌شود.